# Så länge vi båda andas
Så länge vi båda andas är den fjärde och sista boken ur Stephenie Meyers bästsäljande serie Twilight. Boken släpptes 2 augusti 2008 i USA med titeln Breaking Dawn, och kom ut på svenska den 12 mars 2009. Boken handlar om Bellas stora förvandling från människa till vampyr, och hur hela hennes värld vänds upp och ner när hon får ett oväntat besked.
Boken har filmatiserats i två delar The Twilight Saga: Breaking Dawn - Part 1 och The Twilight Saga: Breaking Dawn - Part 2, som hade premiär 2011 och 2012.

## Omslaget
Omslaget består av två schackpjäser: en röd bonde i bakgrunden, och en vit dam längst fram. Det symboliserar vad Bella från början var - en svag bonde - till det hon nu växt till - en stark dam. Källa https://www.enotes.com/homework-help/what-do-all-cover-pages-book-signify-269473

## Fortsättning
Så länge vi båda andas är den sista delen ur Bellas perspektiv. Meyer har påbörjat en bok vid namn Midnight Sun, vilken beskriver händelserna under Om jag kunde drömma, fast ur Edwards perspektiv. Delar av projektet publicerades i ett tidigt skede olagligt på Internet, men Stephenie Meyer har trots detta beslutat att slutföra boken. Det har även ryktats om att en bok ska komma om Jacob och Renesmées liv, i Jacobs perspektiv.